# Szymanów (powiat wrocławski)
Szymanów – wieś w Polsce położona w województwie dolnośląskim, w powiecie wrocławskim, w gminie Kąty Wrocławskie.
W latach 1975–1998 miejscowość należała administracyjnie do województwa wrocławskiego.
Na koniec 2011 r. Szymanów liczył 61 mieszkańców.